# Michael Wilding (Schauspieler)

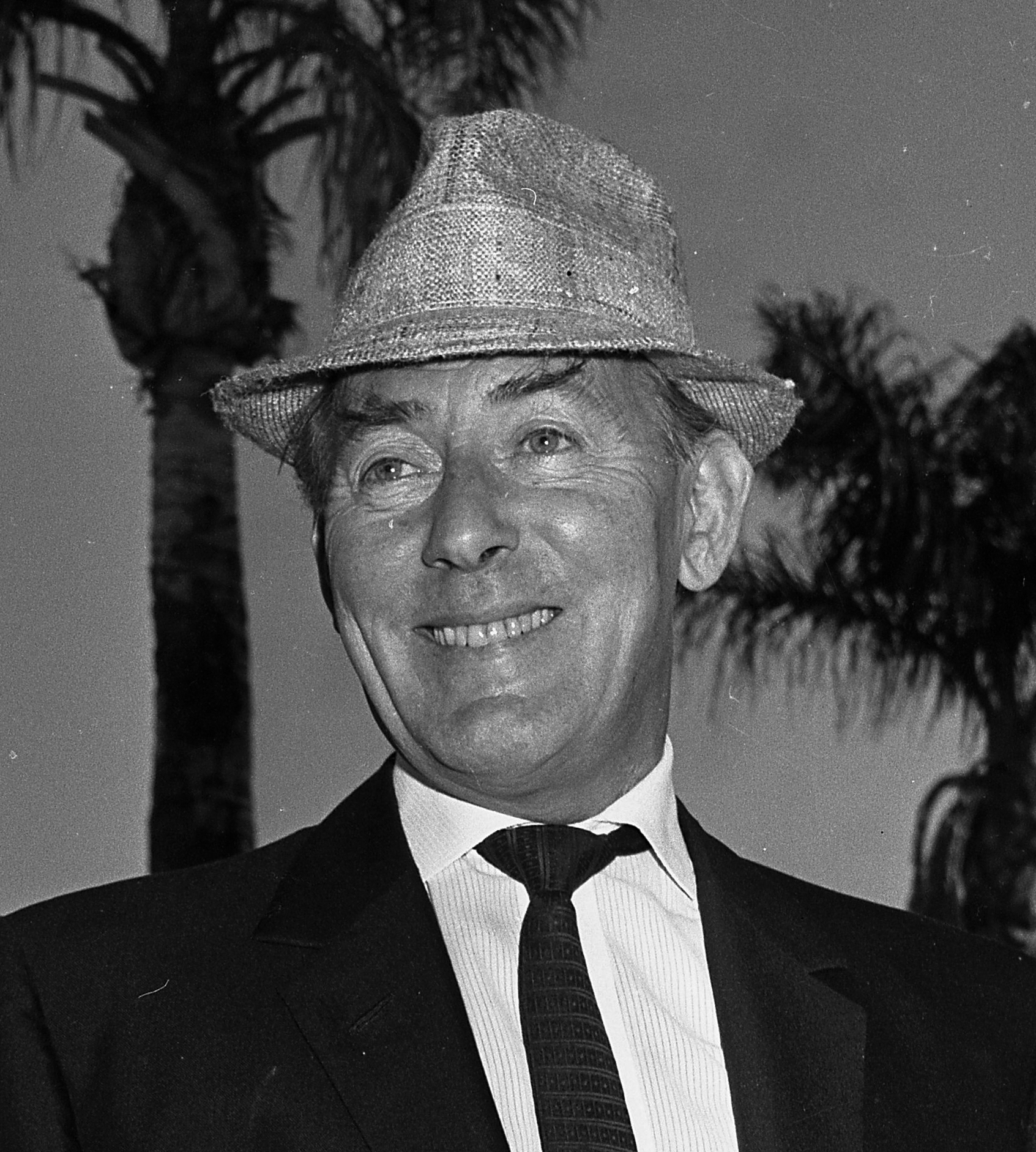
Michael Wilding (1964)

Michael Wilding (* 23. Juli 1912 in Westcliff-on-Sea, Essex, England; † 8. Juli 1979 in London, England) war ein britischer Schauspieler.

## Leben
In den 1930er-Jahren sammelte Michael Wilding erste Erfahrungen bei Bühne und Film. Mit der Theatertruppe von Fay Compton bereiste er in den Jahren 1937 und 1938 Australien und Neuseeland. Anfang der 1940er-Jahre wurde Wilding zu einem Star des britischen Kinos, wobei ihn insbesondere sein Auftritt in der Komödie Dear Octopus (1943) neben Margaret Lockwood bekannt machte. In einer Reihe von Filmen trat er auch an der Seite von Anna Neagle auf. Wilding entwickelte sich mit seinem „guten Aussehen und schneidigen Persönlichkeit“ zu einem der führenden Darsteller romantischer Liebhaber in Großbritannien, ab 1947 wurde er sechsmal in Folge unter die zehn populärsten britischen Filmstars gewählt. Er übernahm wichtige Rollen in den Alfred-Hitchcock-Filmen Sklavin des Herzens (1949) und Die rote Lola (1950).
Im Jahr 1952 unterschrieb er einen Vertrag bei Metro-Goldwyn-Mayer und zog nach Hollywood, wo er unter anderem den Pharao in dem Monumentalfilm Sinuhe der Ägypter (1954) spielte und als Liebhaber von Leslie Caron in Der gläserne Pantoffel (1955) auftrat. Insgesamt ließ sein Erfolg in Hollywood jedoch bald nach; er spielte vermehrt Nebenrollen und trat als Gastdarsteller im Fernsehen auf. Ab den 1960er-Jahren wurden Wildings Filmauftritte seltener, was nicht zuletzt an gesundheitlichen Problemen lag, die mit seiner Epilepsie in Zusammenhang standen. Zuletzt trat er 1973 im Fernsehfilm Frankenstein: The True Story auf. Ab den 1930er Jahren war er in insgesamt mehr als 60 Produktionen zu sehen.
In erster Ehe war Wilding von 1937 bis 1951 mit der Schauspielerin Kay Young verheiratet. 1952 heiratete er die 20 Jahre jüngere Elizabeth Taylor. Aus dieser Ehe gingen zwei Söhne hervor: Michael junior (* 1953) und Christopher (* 1955). 1957 wurde die Ehe geschieden. Von 1958 bis 1963 war er mit Susan Neill und von 1964 bis zu ihrem Tod 1976 mit der Schauspielerin Margaret Leighton verheiratet. Nach dem Tod von Leighton zog er sich weitgehend aus der Öffentlichkeit zurück. Er starb im Juli 1979 mit 66 Jahren, nachdem er während eines epileptischen Anfalls eine Treppe heruntergefallen war und dabei eine Kopfverletzung erlitten hatte.

## Filmografie (Auswahl)
- 1933: Heads We Go
- 1935: Late Extra
- 1941: Kipps – Roman eines einfachen Menschen (Kipps)
- 1942: Die Blockade (The Big Blockade)
- 1942: Für was wir dienen (In Which We Serve)
- 1943: Dear Octopus
- 1946: Ein Herz geht verloren (Carnival)
- 1947: Ein idealer Gatte (An Ideal Husband)
- 1949: Sklavin des Herzens (Under Capricorn)
- 1950: Die rote Lola (Stage Fright)
- 1951: Der Gauner und die Lady (The Law and the Lady)
- 1951: Florence Nightingale – Ein Leben für den Nächsten (The Lady with a Lamp)
- 1952: Trents letzter Fall (Trent’s Last Case)
- 1953: Herzen im Fieber (Torch Song)
- 1954: Sinuhe der Ägypter (The Egyptian)
- 1955: Der gläserne Pantoffel (The Glass Slipper)
- 1955: Der scharlachrote Rock (The Scarlet Coat)
- 1956: Zarak Khan (Zarak)
- 1959: Verrat im Camp 127 (Danger Within)
- 1960: Die Welt der Suzie Wong (The World of Suzie Wong)
- 1961: Ein Mann geht seinen Weg (The Naked Edge)
- 1961: Liebenswerte Gegner (The Best of Enemies)
- 1962: Das Mädchen Tamiko (A Girl Named Tamiko)
- 1963: Alfred Hitchcock Presents (The Alfred Hitchcock Hour, Fernsehserie, eine Folge)
- 1968: Mannix (Fernsehserie, eine Folge)
- 1968: Die wilden Jahre (The Sweet Ride)
- 1970: Waterloo (Waterloo)
- 1972: Die große Liebe der Lady Caroline (Lady Caroline Lamb)
- 1973: Frankenstein, wie er wirklich war (Frankenstein: The True Story) (Fernsehfilm)